# Gustav Dörstling
Wilhelm Gustav Dörstling (* 12. Juni 1816 in Wien; † 17. Mai 1885 in Steyr) war ein österreichisch-sächsischer Kaufmann, Unternehmer in der Textilindustrie und Politiker.

## Leben
Dörstling kam 1832 mit seinen Eltern nach Sachsen. Ab 1841 war er als kaufmännischer Gehilfe in dem Chemnitzer Unternehmen Becker & Schraps tätig. Zu dieser Zeit war dort sein Vater Teilhaber, von 1854 bis 1859 er selbst. Er verließ das Unternehmen 1859 und gründete eine eigene Spinnerei. Diese musste er 1865 infolge der Baumwollkrise aufgeben. Er gehörte dem Ausschuss des Fabrik- und Handelsstandes zu Chemnitz an und wirkte an einer Kommission zur Erörterung der Gewerbs- und Arbeitsverhältnisse mit. Bereits 1847 hatte er  eine Schrift über die Löhne von Arbeitern veröffentlicht.
Ab Anfang der 1870er Jahre lebte Dörstling in Dresden.

## Politik
Auf dem Landtag 1849 vertrat er vom 7. März bis zum 30. Mai 1849 den 58., 59. und 60. Wahlbezirk in der I. Kammer des Sächsischen Landtags. Das Mandat hatte er in einer vom 8. bis 16. Januar 1849 durchgeführten Nachwahl erlangt, die notwendig geworden war, weil der ursprünglich gewählte Abgeordnete Carl Gotthelf Todt das Mandat eines anderen Wahlbezirks angetreten hatte. Er war Kandidat des Deutschen Vereins. Im Juni 1849 wurde Dörstling wegen seiner Teilnahme am Dresdner Maiaufstand steckbrieflich gesucht. Für den Landtag 1849/50 erlangte Dörstling im 59. Wahlkreis ein Mandat für die II. Landtagskammer. Diese Wahl fand wegen Formfehlern keine Anerkennung, was am 4. Dezember 1849 in der Landtagskammer verkündet wurde.
In Chemnitz wurde Dörstling 1850 in die Stadtverordnetenversammlung gewählt. Von 1857 bis 1866 vertrat er die Stadt als stellvertretender Abgeordneter von Magnus Ottomar Kölz in der II. Landtagskammer. Dörstling gehörte zu den Vorstandsmitgliedern der Handelskammer zu Chemnitz (1862) und zu den Verwaltungsratsmitgliedern der Chemnitzer Actienspinnerei. Er positionierte sich zum sächsischen Gewerbegesetz und unterstützte den Eisenbahnbau. Er verlangte den Bau weiterer Eisenbahnstrecken in Sachsen und deren Anbindung an Linien jenseits der sächsischen Landesgrenzen.

## Schriften
- Die Arbeitgeber und die Löhne der Arbeiter. Betrachtung mit Rücksicht auf die Zustände in Chemnitz. J. C. F. Pickenhahn & Sohn, Chemnitz 1847.
- An die Herren Mitglieder der ersten und zweiten Kammer der Hohen Ständeversammlung. Dresden 1864.
- Einige Worte zur Eisenbahnfrage im Königreich Sachsen. Chemnitz 1867.